# Hagar (virksomhed)
 For alternative betydninger, se Hagar. (Se også artikler, som begynder med Hagar)
Hagar hf. er en islandsk dagligvarekoncern, der har flere dagligvarekæder og dagligvaregrossister. Fra hovedkvarteret i Kópavogur driver de forretning i Island, Sverige og Danmark. Hagar's datterselskaber havde i 2015 en markedsandel på 48 % af det islandske dagligvaremarked. De har 57 butikker inklusive hypermarkedskæden Hagkaup og supermarkedskæden Bónus.